# Niall Harrison
Niall Harrison (Regno Unito, 1980) è un curatore editoriale e critico letterario britannico il cui è apparso in Interzone, Foundation, The New York Review of Science Fiction e in Vector. Era un giudice del Premio Arthur C. Clarke nel 2006 e nel 2007.

## Biografia
Harrison ha studiato presso la Reading Blue Coat School e presso la Magdalen College di Oxford dal 1998 al 2002. Vive a Newcastle e lavora come scrittore medico.

### Giornalismo
Tra il 2006 e il 2010, è stato redattore di Vector, Torque Control, ed editore del blog di Vector. Tra il 2007 e il 2010 è stato Senior Reviews Editor per Strange Horizons, ed è attualmente il capo redattore.